# デズフールの戦い
デズフールの戦い（デズフールのたたかい）は、イラン・イラク戦争中、フーゼスターン州を占領したイラク軍に対するイラン軍による最初の総反撃戦である。

## 概要
開戦以来イランの敗退が続き、約3ヶ月でフーゼスターン州の大半を占領されたイランはバニーサドル大統領の直接指揮（モトクロスの後部座席に跨り、文字通り自ら指揮を執った）のもと総反撃を企図した。1981年1月5日から機甲及び機械化部隊（チーフテン戦車やM113装甲兵員輸送車などを保有）を主力とし中部・南部戦線において作戦を開始した。
10:00時、小雨模様の中イラン軍は一斉に砲撃を開始、イラン軍守備隊が死守しているアフヴァーズを救援すべく進撃を開始、これと同時にアーバーダーンとスーサンゲルド正面でも火蓋が切られた。奇襲されたイラク軍の第1線は大混乱に陥り敗走、アフヴァーズでは1個大隊を、アーバーダーンではイラク軍2個大隊を壊滅させ、2000名の捕虜と多数の戦車や装甲車を捕獲した。開戦以来の初めての勝利でハーメネイー師はテレビ放送にて大々的に勝利を発表した。

## イラク軍の反撃
しかし、ソ連式縦深防御陣地を構築していたイラク軍は体勢を建て直し巧みな後退戦を実施、さらに撤退するかのように偽欺し機動防御のために投入された1個機甲師団（3個機甲連隊編制、戦車325輌保有、当時最新鋭であったT-72をはじめて装備した優良師団）をもってキルゾーンに誘引、イラン軍先鋒を撃滅破砕した。1月7日ごろからはイランの戦果発表のトーンが低下し始めていた。1月10日にはスーサンゲルド南方の湿地帯にて衝突、両軍合わせて約400輌の戦車が参加、第四次中東戦争以来の大規模な戦車戦が生起したが、ソ連式の近接航空支援と濃密な火網の支援を受けたイラク軍機甲部隊が勝利した。その後、本格的な降雨が始まり自然と戦闘は膠着状態になった。1月12日にはイラクは勝利宣言をした。
2月6日、バニーサドルは英タイムズ紙のインタビューで総反撃は失敗したことを認めた。1980年末47,000人を動員して国軍の再建に当たった努力は水泡に帰した。